# Eusebio Escobar
Eusebio Escobar Ramírez (1936. július 2. –)  kolumbiai válogatott labdarúgó.

## Pályafutása

### Klubcsapatban
Pályafutása során több klubban is játszott, melyek a következők voltak: Deportivo Cali, Atlético Bucaramanga, América Cali, Deportivo Manizales, Deportivo Pereira, Independiente Medellín, Deportes Quindío, Atlético Nacional.

### A válogatottban
1961 és 1962 között 2 alkalommal szerepelt a kolumbiai válogatottban és 1 gólt szerzett. Részt vett az 1962-es világbajnokságon.

## Külső hivatkozások
- Eusebio Escobar – a FIFA adatbázisában
- Eusebio Escobar (angol nyelven). 11v11.com
- Eusebio Escobar (portugál nyelven). zerozero.pt